# Herpestes semitorquatus
Herpestes semitorquatus är en däggdjursart som beskrevs av Gray 1846. Herpestes semitorquatus ingår i släktet Herpestes och familjen manguster. IUCN kategoriserar arten globalt som otillräckligt studerad.
Kroppen (huvud och bål) är 40 till 45,5 cm lång, svanslängden är 25,8 till 30,3 cm och vikten varierar mellan 3 och 4 kg. Djuret har 8,2 till 9,3 cm långa bakfötter. Arten har i varje käkhalva 3 framtänder, 1 hörntand, 4 premolarer och 2 molarer.
Arten kännetecknas av en intensiv orange pälsfärg utan brun skugga och av en ljus strimma vid halsen och kinderna. Nedanför denna strimma är pälsen mer gulaktig. Svansen är längre än hos Herpestes brachyurus. Även svans päls är mer gulaktig jämförd med bålen.
Denna mangust förekommer på Borneo. Arten upptäcktes under tidig 1900-talet på Sumatra men sedan har den endast påträffats en gång till på ön (2002). På Borneo vistas arten främst i skogar och djuret når där 1200 meter över havet. Herpestes semitorquatus besöker även andra habitat.
Denna mangust antas vara främst dagaktiv. Det är inget känt om födovalet eller fortplantningssättet.

## Underarter
Arten delas in i följande underarter:
- H. s. semitorquatus
- H. s. uniformis